# Le Grand Macabre
Pour les articles homonymes, voir Macabre (homonymie).
Versions successives
- En anglais, créée le 28 juillet 1997 au Festival de Salzbourg

Le Grand Macabre est un opéra de György Ligeti, sur un livret en allemand de Michael Meschke et du compositeur, créé en 1978 à Stockholm. L'histoire est adaptée de la pièce La Balade du Grand Macabre de Michel de Ghelderode de 1934. L'ouvrage, que le compositeur décrit comme un « anti-anti-opéra » fait l'objet de plusieurs révisions et traductions dans la langue du lieu de représentation.

## Historique

### Contexte
György Ligeti se confronte à la musique vocale plusieurs fois dans sa carrière avant l'écriture de son opéra. Au-delà des chœurs et des chansons, avec notamment ses pièces scéniques pour trois chanteurs et sept instruments, Aventures et Nouvelles Aventures, composé entre 1962 et 1965, ainsi que Clocks and Clouds, de 1973, pour douze voix féminines. Le présent opéra est une commande de l'Opéra royal de Suède. Il s'agit ici de l'unique opéra du compositeur hongrois, qu'il décrit non pas comme un « anti-opéra », notion qui est déjà dépassée selon lui, mais comme un « anti-anti-opéra ». Cet ouvrage s'inscrit dans un début de renouveau du genre de l'opéra dans la musique savante et chez les compositeurs contemporains.
L'histoire qui servira de base au livret fut cherché du côté de l'œuvre du poète Alfred Jarry en première instance. György Ligeti et l'acteur et metteur en scène suédois Michael Meschke explorent ensemble à partir de là, le théâtre de l'absurde. Le compositeur apprécie cet ouvrage pour son ancrage dans le milieu populaire médiéval, ainsi que la « langue rabelaisienne ». C'est pour cela que le compositeur se tourne vers l'acteur suédois, créateur de marionnettes et marionnettiste et directeur du théâtre de marionnettes de Stockholm. Le livret, écrit en allemand, est achevé en 1973 par le librettiste, mais est retravaillé par le compositeur lors de l'écriture de la musique ; la partition est quant à elle composée entre 1974 et 1976.

### Créations
Le Grand Macabre est créé en version suédoise le 12 avril 1978 à l'Opéra royal de Stockholm sous la direction du chef d'orchestre anglais Elgar Howarth et mis en scène par Michael Meschke avec Aliute Meczies aux décors et aux costumes. Cette production est reprise à Hambourg le 15 octobre et Saarbrück ; un an après, l'opéra est représenté à Bologne, en mai 1979, avec des décors et des costumés réalisés par l'artiste français Roland Topor. La réception de l'ouvrage est très mitigée : le public reproche à l'opéra son manque de sens ainsi que la profusion d'obscénités des répliques. La première à Paris provoque de nombreuses réactions des critiques, qualifiant l'ouvrage de « pornopéra » et ne lui prédisent pas un grand avenir. L'opéra est cependant produit, entre la création et la seconde version de 1997, une quinzaine de fois ; il y subit des retouches à chaque fois.
Le compositeur souhaite que le livret de l'opéra soit traduit en fonction de la langue du lieu où l'ouvrage est représenté. La version française est ainsi créée le 23 mars 1981 sous la direction d'Elgar Howarth à l'Opéra Garnier, mis en scène par Daniel Mesguich, pour sa première expérience de la scène lyrique. 
L'opéra est révisé dans une version définitive composée durant dix mois en 1996 et traduite en anglais. Cette version raccourcit notamment les passages parlés et facilite l'exécution de la musique. Cette version est représentée pour la première fois le 28 juillet 1997 au Festival de Salzbourg en Autriche. Elle est dirigée par le chef d'orchestre finlandais Esa-Pekka Salonen, mise en scène par l'américain Peter Sellars avec George Tsypin aux décors, Dunya Ramicova aux costumes et James F. Ingalls à la lumière. Cette production est reprise au Théâtre du Châtelet en 1998. La mise en scène de Peter Sellars a largement déplu au compositeur : entre autres, au lieu d'exploiter l’ambiguïté inhérente à l'histoire, le metteur en scène place le récit dans le drame de Tchernobyl. En revanche, la production en général et la musique en particulier ont été largement applaudi par les spectateurs du Festival de Salzbourg.

### Postérité
La partition est éditée par Schott. Elgar Howarth compose un arrangement pour soprano solo et petit ensemble, depuis un extrait de l'opéra en 1991, intitulé Mysteries of the Macabre, qui reprend trois airs chantés par le personnage du chef de la Gepopo. En 2004, en première américaine au San Francisco Opera. En 2009, l'opéra est donnée à La Monnaie dirigée par Leo Hussain et mis en scène par Àlex Ollé pour La Fura dels Baus, repris à l'English National Opera de Londres. En 2009, trois ans après la mort du compositeur, l'opéra s'est bien installé dans le répertoire puisque l'on comptabilise plus d'une trentaine de productions depuis sa création, 31 ans auparavant. 
En 2010, Le Grand Macabre est produit en première de New York par la l'Orchestre Philharmonique de New York au Avery Fisher Hall du Lincoln Center. L'ouvrage est dirigé par Alan Gilbert et mis en scène par Doug Fitch. Une coproduction européenne représentée au Gran Teatre del Liceu en novembre 2011, dirigée par Michael Boder et mise en scène par Àlex Ollé pour La Fura dels Baus, donne lieu à une captation vidéo de l'opéra parue en 2012 chez Arthaus Musik. Il s'agit de la version en anglais révisée de 1996, on y retrouve le ténor Chris Merritt. La mise en scène est marquée par la présence d'un mannequin géant au milieu de la scène. En 2017, Le Grand Macabre est donné à la Philharmonie de Berlin, dirigé par Simon Rattle et mis en scène par Peter Sellars. En 2018, l'ouvrage est joué en version orchestrale d'extraits par la Philharmonie de Paris, dirigée par Matthias Pintscher, avec l'Ensemble intercontemporain, l’Orchestre du Conservatoire de Paris et le Chœur National Hongrois. En 2019, l'opéra est représenté au Semperoper Dresden de Dresde, en coproduction avec le Teatro Real de Madrid, dirigé par Omer Meir Wellber et mis en scène par Calixto Bieito. La même année, il est donné à Zurich à l'Opernhaus dirigé par Fabio Luisi et mis en scène par Tatjana Gürbaca.
L'opéra de Francfort en propose une nouvelle mise en scène de Vasily Barkhatov en novembre 2023, sous la direction musicale de Thomas Guggeis, bien accueillie par la presse et le public.

## Description
Le Grand Macabre est un opéra en deux actes et quatre scènes d'une durée d'environ deux heures. Explorant le thème de la mort, l'opéra confine aux limites du trivial, voire de l'obscène, et donne une grand place à l'humour à travers force jeux de mots. La partition cite abondamment de nombreux compositeurs passés, tels que Ludwig Van Beethoven avec sa Symphonie Héroïque, ou encore L'Orfeo de Claudio Monteverdi, mettant en comparaison sa toccata qui l'ouvre et le concert de klaxons qui ouvre Le Grand Macabre. Par ailleurs, les airs au sein de l'ouvrage, clairsemé de sons et autres bruits, qui prennent place dans l'univers temporel et pictural du flamand Brueghel, s'inspirent du langage musical du compositeur italien Gioachino Rossini.
Le livret, traduit et adapté initialement par Michael Meschke, est retravaillé par le compositeur qui ajoute notamment de faux extraits de l'Apocalypse du Nouveau Testament. L'histoire interroge « les dangers du pouvoir et la nature des relations construites sur la séduction ».

### Rôles et distributions
| Rôle                                 | Voix                  | Créateur en 1978 | Première à Paris 1981 | Deuxième version Première à Salzbourg, 1997 |
| ------------------------------------ | --------------------- | ---------------- | --------------------- | ------------------------------------------- |
| Piet le pot, ivrogne                 | ténor                 |                  | Roderick Keating      |                                             |
| Nekrotzar, Le Grand Macabre, La Mort | baryton-basse         |                  | Peter Gottlieb        |                                             |
| Amanda (Clitoria)                    | soprano               |                  | Eliane Lublin         |                                             |
| Amando (Spermando)                   | mezzo-soprano         |                  | Renée Auphan          |                                             |
| Astradamors, astrologue              | basse                 |                  | Boris Carmeli         |                                             |
| Mescaline, femme d'Astradamors       | mezzo-soprano         |                  | Hélia T'Hézan         |                                             |
| Prince Go-Go                         | contreténor           |                  | Kevin Smith           |                                             |
| Vénus                                | soprano               |                  | Danièle Chlostawa     |                                             |
| Le Chef de la Gepopo                 | soprano               |                  | Britt-Marie Aruhn     |                                             |
| Ministre du White-Party              | ténor (parlé)         |                  | Jean-Luc Buquet       |                                             |
| Ministre du Black-Party              | baryton-basse (parlé) |                  | Catherine Berriane    |                                             |
| Ruffiack                             | baryton               |                  |                       |                                             |
| Schobiack                            | baryton               |                  |                       |                                             |
| Schabernack                          | baryton               |                  |                       |                                             |

### Argument
L'action se déroule dans le pays imaginaire de « Brueghelland ». Le Grand Macabre, personnage qui prétend être l'incarnation de la Mort, annonce la fin imminente du monde.

#### Acte I, partie 1
Au pays de Breughellande : Piet chante une chanson en souvenir de son pays pendant qu'Amando et Amanda cherchent un lieu discret pour faire l'amour. Ils trouvent un tombeau et tombent sur une ancienne et étrange créature : Nekrotzar, le Grand Macabre. Il annonce la fin du monde et engage Piet comme valet.

#### Acte I, partie 2
Dans la maison d'Astradamors, astrologue de la cour du prince Go-Go : l'astrologue découvre qu'une météorite se dirige vers la Terre. Sa femme, Mescaline, nymphomane, le poursuit et le fouette, puis elle s'endort et est visitée par Vénus en songe. Elle demande à cette dernière de lui envoyer un homme capable de la satisfaire lorsque paraît Nekrotzar et son valet. Le Grand Macabre se jette sur elle et la tue, tandis que la trompette annonce la fin du monde pendant que les deux hommes avec Astradamors se dirigent vers le palais du Prince.

#### Acte II, partie 1
À la cour du prince Go-Go : les deux ministres blanc et noir se disputent et sont finalement réconciliés par le Prince, puis se retournent contre ce dernier, exigeant une hausse des impôts, lorsque le chef de la police Gepopo arrive et donne un message codé. Nekrotzar et ses deux suiveurs paraissent, annoncés par une sirène. Celui-ci devait initialement faire le geste à minuit qui aurait provoqué la fin de monde mais, saoul, il n'y parvient pas.

#### Acte II, partie 2
À Breughellande : Nekrotzar voit son échec lorsque Mescaline sort de sa tombe pour tenter de le tuer. Elle n'y parvient pas mais celui-ci se dissout néanmoins dans le néant. Amando et Amanda, ignorants de ce à quoi ils ont échappé, sortent du tombeau, chantant les plaisirs de l'amour.

### Instrumentation
- Trois flûtes (jouant les piccolos), trois hautbois (jouant le cor anglais et le hautbois d'amour), trois clarinettes (jouant la clarinette piccolo, le saxophone alto, la clarinette basse), trois bassons, (le 3e jouant le contrebasson) ;
- quatre cors, quatre trompettes (les première et deuxième jouant la trompette piccolo), trois trombones, tuba contrebasse ;
- percussions, timbales, trois harmonicas chromatiques, célesta (jouant le clavecin), piano, orgue, mandoline, harpe, cordes.

## Discographie
- György Ligeti: Le Grand Macabre, Wergo, 1991, Chœur et Orchestre de la Radio danoise, dirigés par Elgar Howarth, avec Inga Nielsen, Peter Haage (1988 - enregistrement live du 16 octobre 1987)
- Ligeti: Le Grand Macabre, Sony, 1999, London Sinfonietta Voices et Philharmonia Orchestra, dirigés par Esa-Pekka Salonen, avec Sibylle Ehlert, Laura Claycomb (enregistrement live au Théâtre du Châtelet à Paris, février 1998)
- Sur György Ligeti: Works, Sony, 2010.